# Замок Кенфиг
Замок Кенфиг — средневековый замок, лежащий в руинах. Находится в городе-графстве Бридженд, в Уэльсе. Первое его упоминание относится к периоду нормандской экспансии: вероятно, о нём в 1080 году Иестин ап Гургант заявил, что хочет его перестроить. Замок захватывался валлийцами, по меньшей мере шесть раз, в 1167, 1183, 1232, 1242 годах, в 1294-95 годах Морганом ап Маредидом во время восстания Мадога Гвинедского и в 1316 году во время восстания Лливелина Лесного. В конце XV века замок был заброшен из-за наступления песчаных дюн.